# Adolar Gottlieb Julius Herre
Adolar Gottlieb Julius Herre   (Dessau, 7 d'abril de 1895 - Pretòria, 16 de gener de 1979) va ser un botànic i explorador alemany, sent líder de recol·leccions a Sud-àfrica, i allí va ser curador del Jardí Botànic de la Universitat de Stellenbosch.

## Vida i carrera professional
Va néixer a Dessau. Després d'assistir al Fridericianum de Dessau, Hans va treballar al Dessau-Wörlitz i als jardins d'Hamburg a Alemanya i a Brugge, Bèlgica abans de la Primera Guerra Mundial. Durant la guerra va ser greument ferit a la cama el juliol de 1916 i després de la seva recuperació va començar els estudis sobre horticultura a Dahlem, Alemanya, sota les càtedres del doctor Heinrich Gustav Adolf Engler (1844–1930) i del doctor Friedrich Ludwig Emil Diels (1874–1944). Després d'acabar el curs, amb llocs de treball difícils de trobar, va rebre una oferta per dissenyar el jardí botànic per a la Universitat de Stellenbosch a Sud-àfrica el 1925, treballant sota el lideratge del doctor Gert Cornelius Nel (1885–1950), que era professor de Botànica i botànic per al jardí. Hans va ser el conservador del jardí botànic fins a la jubilació el 1960. Com que el jardí botànic era bastant petit, es va decidir centrar-se en les plantes suculentes. Sota el consell del Dr. Hermann Wilhelm Rudolf Marloth (1855–1931), Hans va aprendre molt sobre les plantes sud-africanes, especialment les plantes suculentes. El 1929 va ser acompanyat pel reverend Louis Gottlieb Meyer (1867–1958) en alguns dels viatges de recol·lecció mentre s'allotjava a la casa de Meyer. Durant la seva estada a la universitat va col·leccionar moltíssimes plantes suculentes. La primera expedició va ser un viatge de recollida al Petit Karoo, una petita zona prop de l'extrem sud de Sud-àfrica, l'any 1930 per recollir exemplars de plantes suculentes. Entre 1931 i 1956 va fer molts viatges de recollida d'exemplars a les zones de Richtersveld, Komaggas i Bushmanland a la regió de Namaqualand de Sud-àfrica i Namíbia. Durant la seva vida, Hans va col·leccionar més de 300 espècies de plantes noves per a la ciència. Hans Herre va morir a Pretòria, Sud-àfrica, el 16 de gener de 1979.

## Llibres i articles
El 1938 va escriure un llibre Mesembryanthemaceae amb el doctor Hermann Johannes Heinrich Jacobsen (1898–1978) i el doctor Otto Heinrich Volk (1902–2000).
La culminació de la seva vida va ser en el llibre de 1971 The Gene of the Mesembryanthemaceae amb 316 pàgines que incloïen 124 làmines gràfiques en color i il·lustracions, sobretot de Beatrice Orchard Carter (1889–1939) i Mary Maud Page (1867–1925).
Hans va escriure molts articles per a diverses publicacions sobre les plantes suculentes del sud d'Àfrica.
Hans va ser un dels primers a cultivar Welwitschia mirabilis de llavor a llavor després de 22 anys. El número de març-abril de 1970 de la revista CSSA es va dedicar a Hans en honor al seu 75è aniversari amb articles sobre ell de diverses persones de l'afició. La coberta mostrava a Hans amb una planta molt antiga de Welwitschia mirabilis al nord de Walvis Bay, al sud-oest d'Àfrica.

## Organismes i premis
Es va convertir en membre de l'Organització Internacional per a l'Estudi de Plantes Suculentes (IOS) el 1953. Va rebre el prestigiós CSSA Fellow Award a l'11a Convenció Biennal CSSA a Phoenix-Tucson, Arizona el 3 de maig de 1965 pel descobridor de moltes espècies noves de vegetals durant les seves expedicions a l'Àfrica i autor d'importants obres.
El Premi Hans Herre per al treball de camp científic i la construcció de col·leccions científiques" va ser establert per la Societat Suculenta de Sud-àfrica com a honor a Hans Herre per als futurs destinataris del premi.

## Honors

### Eponímia
Gèneres
- (Aizoaceae) Herrea Schwantes[2]

- (Aizoaceae) Herreanthus Schwantes[3]

Espècies
- (Aizoaceae) Cleretum herrei (Schwantes) Ihlenf. & Struck[4]

- (Amaryllidaceae) Brunsvigia × herrei F.M.Leight. ex-W.F.Barker[5]

- (Asteraceae) Senecio herreianus Dinter[6]

- (Crassulaceae) Adromischus herrei (W.F.Barker) Poelln.[7]

- (Euphorbiaceae) Tirucalia herrei (A.C.White, R.A.Dyer & B.Sloane) P.V.Heath[8]

- (Geraniaceae) Monsonia herrei (L.Bolus) F.Albers[9]

- (Iridaceae) Moraea herrei (L.Bolus) Goldblatt[10]

- (Oleandraceae) Oleandra herrei Copel.[11]

- (Portulacaceae) Avonia herreana (Poelln.) G.D.Rowley[12]

- (Ranunculaceae) Clematis herrei H.Eichler[13]